# L'emperador del nord
L'emperador del nord (títol original en anglès: Emperor of the North Pole) és una pel·lícula estatunidenca dirigida per Robert Aldrich i estrenada l'any 1973. Ha estat doblada al català.

## Argument
El relat es desenvolupa durant l'any 1933, en el context de la Gran Depressió als Estats Units, que va causar un profund impacte. En aquest període, emergeix una subcultura coneguda com "railroad men", que consisteix en individus itinerants que viatgen pel país amunt i avall saltant a trens de càrrega en moviment, a la recerca de mitjans de subsistència. Aquest grup està compost per homes en situació de fam i desesperació, que estan disposats a prendre riscos extrems, fins i tot posant en perill les seves pròpies vides en les vies dels trens. Els conductors de les locomotores reben instruccions específiques per evitar l'accés d'aquests intrusos. Un personatge destacat en aquesta narrativa és Shack, el cap del tren número 19 que realitza la ruta cap a Portland, caracteritzat per la seva ferma autoritat. La trama principal gira entorn d'aquest escenari quan dos individus errants, anomenats El Kaiser i el Número U, decideixen desafiar aquesta autoritat i emprendre un viatge arriscat a bord d'aquest tren.

## Repartiment
- Lee Marvin: A-No.-1
- Ernest Borgnine: Shack
- Keith Carradine: Cigaret
- Charles Tyner: Cracker
- Matt Clark: Yardlet
- Liam Dunn: Smile
- Simon Oakland: The Policeman
- Malcolm Atterbury: Hogger
- Elisha Cook, Jr.: Gray Cat
- Harry Caesar: Coaly
- Vic Tayback: Yardman
- Joe Di Reda: Ringer
- Diane Dye: Girl a l'aigua
- Robert Foulk: Conductor
- James Goodwin: Fakir
- Raymond Guth: Preacher
- Sid Haig: Grease Tail
- Karl Lukas: Pokey Stiff
- Edward McNally: Yard Clerk
- John Steadman: Stew Bum
- Dave Willock: Groundhog